# Zderzenie światów
Zderzenie światów (ang. When Worlds Collide) – amerykański katastroficzny film science-fiction z 1951 w reżyserii Rudolpha Maté. W rolach głównych wystąpili Richard Derr, Barbara Rush, Peter Hansen i John Hoyt. Film jest ekranizacją powieści When Worlds Collide Edwina Balmera i Philipa Wylie z 1933.

## Obsada
- Richard Derr
- Barbara Rush
- Peter Hansen
- Peter Hansen
- John Hoyt
- Larry Keating
- Rachel Ames
- Stephen Chase
- Frank Cady
- Hayden Rorke
- Sandro Giglio
- James Seay
- Kirk Alyn
- Stuart Whitman
- John Ridgely
- Paul Frees
- Art Gilmore